# Barbara Acklin
Barbara Acklin (* 28. Februar 1943 in Oakland, Kalifornien; † 27. November 1998 in Omaha, Nebraska) war eine US-amerikanische Soulsängerin und Songschreiberin.

## Biografie
Barbara Acklin war ein Einzelkind und wuchs in Chicago auf. Sie sang zunächst im Kirchenchor, später in Nachtklubs. Bei „St. Lawrence Records“, dem Label ihres Cousins Monk Higgins, war sie unter anderem als Backgroundsängerin tätig. Während ihrer Zeit als Rezeptionistin bei Brunswick Records begann sie Lieder zu schreiben. Eines davon wurde von Jackie Wilson aufgenommen, der sich danach bei der Plattenfirma dafür einsetzte, dass Acklin einen Vertrag mit dem Label bekam.
Show Me the Way to Go, ein Duett mit Gene Chandler, schaffte es im Jahr 1968 auf Platz 30 der amerikanischen R&B-Charts. Im selben Jahr folgte Love Makes a Woman, das Platz 3 der R&B-Charts erreichte und einen BMI-Award gewinnen konnte. Es folgten weitere Singles und bis 1973 fünf Alben. Ihr Song Am I the Same Girl wurde von der Plattenfirma zuerst als Instrumental mit Klavier von Young-Holt Unlimited unter dem Titel Soulful Strut herausgebracht. Es wurde ein Nummer-drei-Hit und Millionenseller, während Acklins Version danach nur noch Platz 79 erreichte.
Als Songschreiberin arbeitete sie vor allem mit Eugene Record, mit dem sie auch einige Zeit verheiratet war, für die Chi-Lites. 1974 wechselte sie zu Capitol Records, veröffentlichte das Album A Place in the Sun, das erfolglos blieb, und verlor daraufhin ihren Plattenvertrag. Neben Solokonzerten war sie seither hauptsächlich als Backgroundsängerin für die Chi-Lites tätig.
Im Jahr 1990 erlangte das von ihr und Record geschriebene Lied Have You Seen Her erneute Bekanntheit, als es von MC Hammer gecovert wurde. Barbara Acklin gab 1998 bekannt, an neuem Material zu arbeiten, starb aber kurze Zeit später an Lungenentzündung.

## Diskografie

### Alben
| Jahr | Titel Musiklabel Katalog-Nr.        | Höchstplatzierung, Gesamtwochen, AuszeichnungChartplatzierungen (Jahr, Titel, Musiklabel Katalog-Nr., Platzierungen, Wochen, Auszeichnungen, Anmerkungen) | Höchstplatzierung, Gesamtwochen, AuszeichnungChartplatzierungen (Jahr, Titel, Musiklabel Katalog-Nr., Platzierungen, Wochen, Auszeichnungen, Anmerkungen) | Anmerkungen                                                                 |
| Jahr | Titel Musiklabel Katalog-Nr.        | US | R&B | Anmerkungen                                                                 |
| ---- | ----------------------------------- | --- | --- | --------------------------------------------------------------------------- |
| 1968 | Love Makes a Woman Brunswick 754137 | US146 (5 Wo.)US | R&B48 (4 Wo.)R&B | Erstveröffentlichung: September 1968 Produzenten: Carl Davis, Eugene Record |

Weitere Alben
- 1969: Seven Days of Night
- 1970: Someone Else’s Arms
- 1971: I Did It
- 1973: I Call It Trouble
- 1975: A Place in the Sun

### Kompilationen
- 1987: Groovy Ideas
- 1995: Greatest Hits
- 1999: Brunswick Singles A’s & B’s
- 2002: 20 Greatest Hits
- 2002: The Brunswick Anthology (2 CDs)
- 2003: The Best of Barbara Acklin
- 2004: The Complete Barbara Acklin on Brunswick Records (2 CDs)

### Singles
| Jahr | Titel Album                                        | Höchstplatzierung, Gesamtwochen, AuszeichnungChartplatzierungen (Jahr, Titel, Album, Platzierungen, Wochen, Auszeichnungen, Anmerkungen) | Höchstplatzierung, Gesamtwochen, AuszeichnungChartplatzierungen (Jahr, Titel, Album, Platzierungen, Wochen, Auszeichnungen, Anmerkungen) | Anmerkungen |
| Jahr | Titel Album                                        | US | R&B | Anmerkungen |
| ---- | -------------------------------------------------- | --- | --- | --- |
| 1968 | Show Me the Way to Go –                            | — | R&B30 (7 Wo.)R&B | Erstveröffentlichung: März 1968 mit Gene Chandler Autoren: Barbara Acklin, Carl Davis, Eugene Record                                                                  |
| 1968 | Love Makes a Woman                                 | US15 (12 Wo.)US | R&B3 (15 Wo.)R&B | Erstveröffentlichung: Mai 1968 feat. Jimmy Castor Autoren: Carl Davis, Eugene Record, Sonny Sanders                                                                   |
| 1968 | From the Teacher to the Preacher –                 | US57 (8 Wo.)US | R&B16 (11 Wo.)R&B | Erstveröffentlichung: Oktober 1968 mit Gene Chandler Autoren: Barbara Acklin, Carl Davis, Eugene Record                                                               |
| 1968 | Just Ain’t No Love Seven Days of Night             | US67 (9 Wo.)US | R&B23 (8 Wo.)R&B | Erstveröffentlichung: November 1968 Autoren: Carl Davis, Eugene Record                                                                                                |
| 1969 | Am I the Same Girl Seven Days of Night             | US79 (3 Wo.)US | R&B33 (6 Wo.)R&B | Erstveröffentlichung: Februar 1969 Autoren: Barbara Acklin, Eugene Record, William Sanders, basiert auf dem Instrumental Soulful Strut von Young-Holt Unlimited, 1968 |
| 1969 | After You I Did It                                 | — | R&B30 (4 Wo.)R&B | Erstveröffentlichung: Oktober 1969 Autoren: Barbara Acklin, Eugene Record                                                                                             |
| 1970 | I Did It                                           | — | R&B28 (5 Wo.)R&B | Erstveröffentlichung: September 1970 Autor: Eugene Record |
| 1971 | Lady, Lady, Lady I Call It Trouble                 | — | R&B44 (3 Wo.)R&B | Erstveröffentlichung: Dezember 1971 Autor: Eugene Record |
| 1972 | I Call It Trouble                                  | — | R&B49 (2 Wo.)R&B | Erstveröffentlichung: November 1972 Autoren: Barbara Acklin, Eugene Record                                                                                            |
| 1974 | Raindrops A Place in the Sun                       | — | R&B14 (14 Wo.)R&B | Erstveröffentlichung: Mai 1974 Autoren: Barbara Acklin, F. Flowers |
| 1975 | Special Loving A Place in the Sun                  | — | R&B73 (7 Wo.)R&B | Erstveröffentlichung: Dezember 1974 Autoren: Willie Henderson, Quinton Joseph, Tommy Green                                                                            |
| 1975 | Give Me Some of Your Sweet Love A Place in the Sun | — | R&B98 (3 Wo.)R&B | Erstveröffentlichung: Mai 1975 Autoren: Larry Brownlee, Lowrell Simon                                                                                                 |

Weitere Singles
- 1966: I’m Not Mad Anymore
- 1967: Your Sweet Loving
- 1967: I’ve Got You Baby
- 1969: Little Green Apples (mit Gene Chandler)
- 1969: A Raggedy Ride
- 1970: Someone Else’s Arms
- 1971: I Can’t Do My Thing
- 1973: I’ll Bake Me a Man